# Phân họ Sậy
Phân họ Sậy (danh pháp khoa học: Arundinoideae) là một phân họ trong họ Hòa thảo (Poaceae).

## Hình ảnh

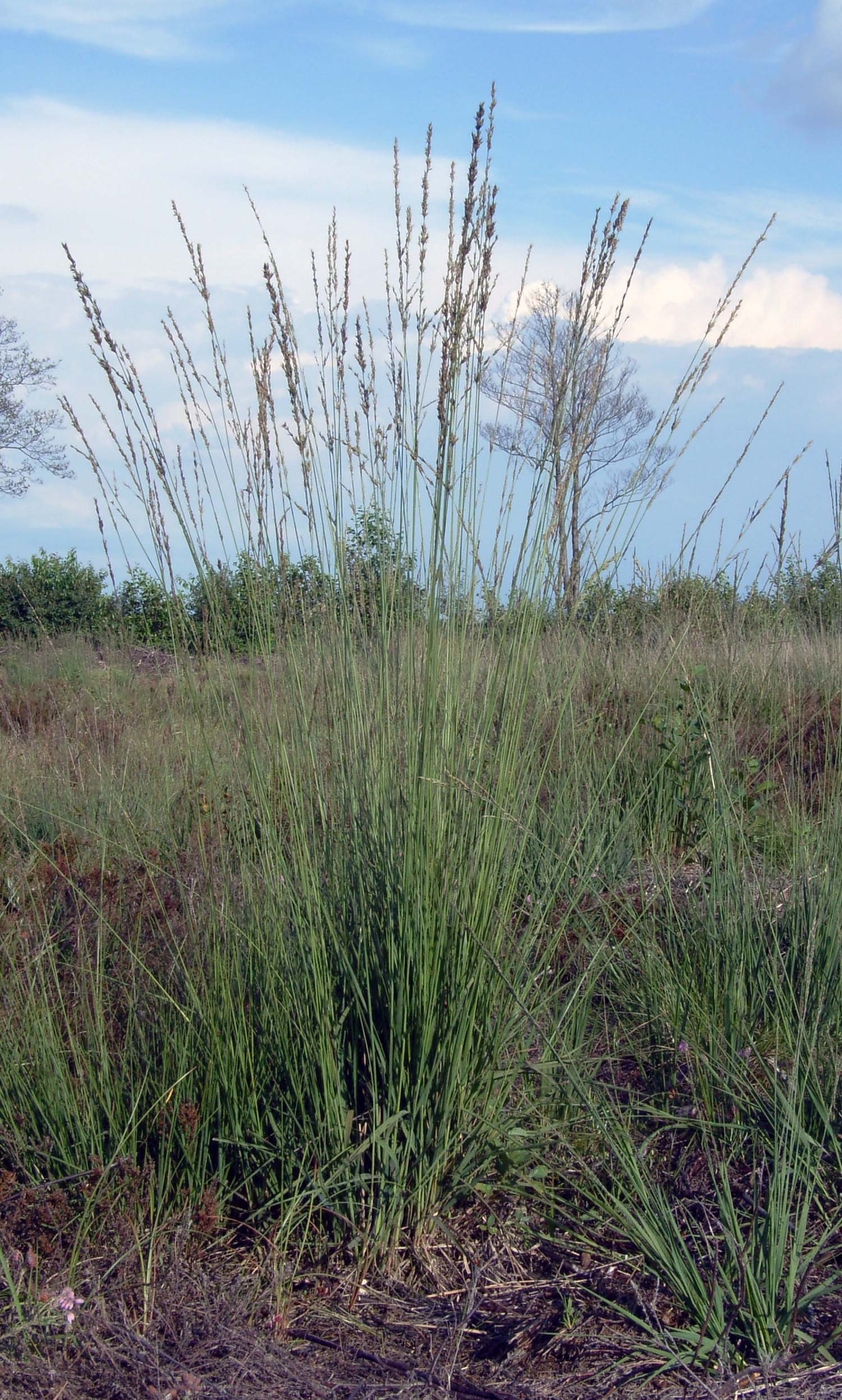
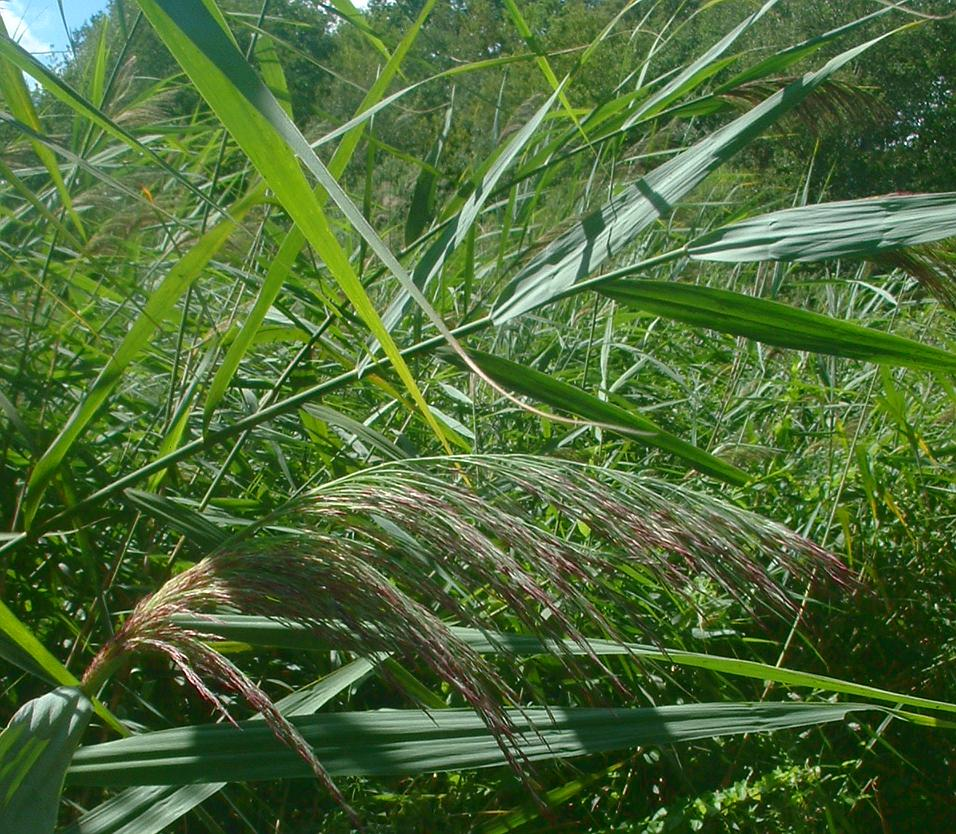

## Phân loại
- Tông Amphipogoneae
  - Amphipogon
  - Diplopogon
- Tông Aristideae
  - Aristida
  - Sartidia
  - Stipagrosti
- Tông Arundineae
  - Arundo
  - Dichaetaria
  - Gynerium
  - Hakonechloa
  - Molinia
  - Phragmites
  - Thysanolaena
- Tông Cyperochloeae
  - Cyperochloa
- Tông Eriachneae
  - Eriachne
  - Pheidochloa
- Tông Micrairieae
  - Micraira
- Tông Spartochloeae
  - Spartochloa
- Tông Steyermarkochloeae
  - Arundoclaytonia
  - Steyermarkochloa